# Canon New F-1

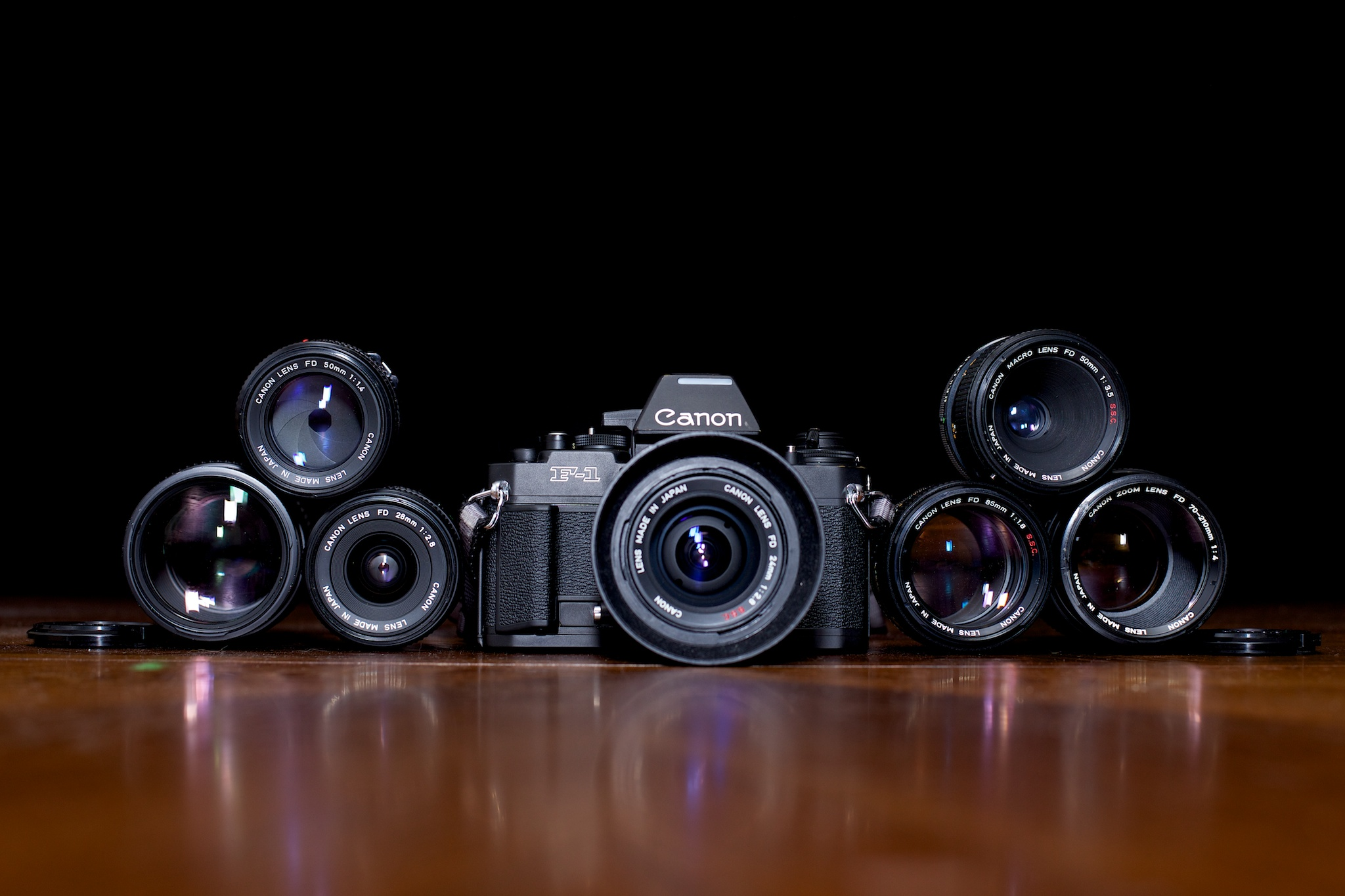
Canon New F-1 et objectifs New FD

En septembre 1981, le Canon New F-1 remplace le Canon F-1, premier appareil argentique professionnel SLR (Single-Lens Reflex) de  Canon.
C'est un boîtier reflex mono-objectif utilisant la monture FD.
Bien qu'aucune date n'a jamais été confirmée, on pense que le dernier New F-1 a été fabriqué en 1992 : officiellement abandonné en 1994, le support technique de cet appareil pour les photographes professionnels a pris fin en 2004.

## Conception
En sortant en mars 1971 son premier appareil photographique reflex mono-objectif argentique professionnel (Canon F-1), suivi d'une mise à niveau en septembre 1976 (Canon F-1n : dénomination propre au Japon, cette mise à jour se nomme Canon F-1 dans le reste du monde), Canon avait promis aux photographes de ne pas changer de système pendant dix ans. Cette promesse était nécessaire pour les inciter à investir dans un nouveau système photographique en concurrence avec ce que proposait déjà la marque Nikon : commercialisé dès mars 1959, le Nikon F  précédait le Canon F-1 de 12 ans, et avait fait ses preuves dans les conditions particulièrement difficiles de la guerre du Viêt Nam  puisqu'il équipait majoritairement les photographes de guerre travaillant en 24x36 avec des boitiers reflex .
Depuis la fin des années 1960 de nombreuses innovations imposaient une modernisation du F-1 et du F-1n. C'est dans ce contexte que Canon sort son nouveau boîtier sous le nom de Canon New F-1 et son nouveau système lié. Si la mise à niveau du F-1 vers le F-1n n'avait porté que sur 13 améliorations, l'appareil restant un boîtier entièrement mécanique complété de fonctions électro-mécaniques, le New F-1 inverse le principe : il est électronique mais préserve un mode mécanique lui permettant de fonctionner même privé d'alimentation électrique. Cette très bonne conception permet au boîtier d'atteindre un équilibre entre les mondes de l'électronique et de la mécanique. De plus, l'obturateur hybride électromécanique est d'une grande précision tout en donnant au photographe un grand éventail de vitesses.
Le Canon New F-1 est un système photographique modulaire qui se compose, en plus du boîtier et des objectifs FD, de verres de visée, de viseurs, de dos, de motorisations et d'alimentations en plus des traditionnels flashs, compléments optiques (soufflets, bagues, doubleurs de focale, etc.) et accessoires de toutes sortes, pour s'adapter aux besoins des photographes professionnels : ce système et le pentaprisme amovible du boîtier s'approchent un peu plus de l'extrême modularité des Nikon F, F2 et F3.

## Caractéristiques

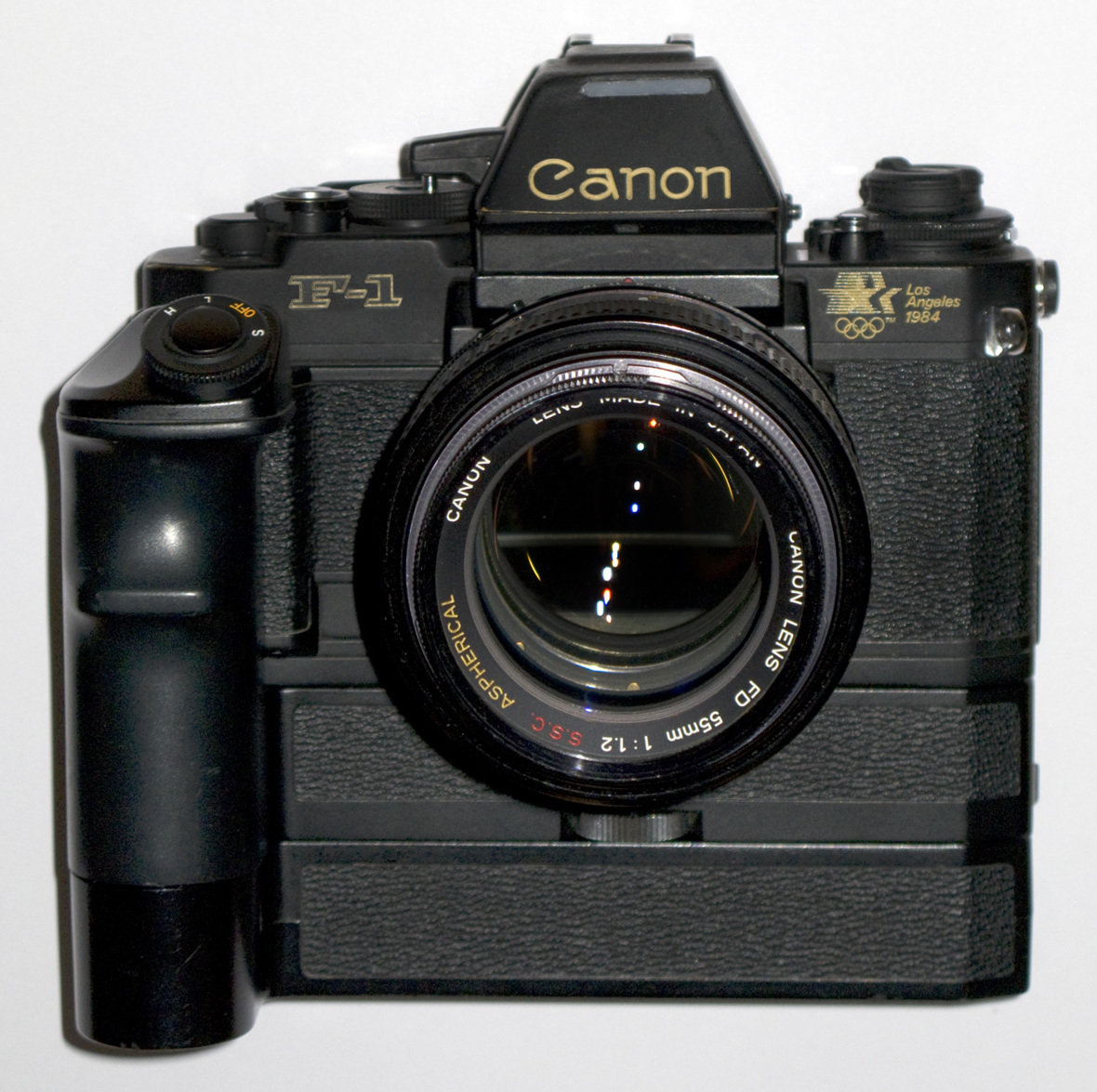
Le Canon New F-1 "Los Angeles Olympics Edition" avec le moteur d'entraînement et l'accu NiCD FN haute puissance.

### Éditions spéciales
- Édition "50 ans de Canon" : modèle standard avec le logo Canon en lettres dorées pour le 50e anniversaire de la marque.

- Édition "Jeux Olympiques de Los Angeles" : Canon était la marque officielle des Jeux olympiques d'été de 1984 à Los Angeles. Une édition spéciale du Canon New F-1 a été produite pour l'occasion avec l'inscription "Canon" et "F-1" en lettres dorées et le logo officiel des Jeux olympiques de Los Angeles peint en doré en dessous du levier de rembobinage de film.

- Édition "U.S. Navy" : le Canon New F-1 a été fourni à l'U.S. Navy qui a reçu pour l'occasion un marquage spécial pour ces modèles.

### Les principaux accessoires

#### Le moteur d’entraînement Canon AE FN
Partie intégrante du nouveau système Canon F-1, il permet un rembobinage et un armement automatique de la pellicule.

#### Le moteur d'armement Canon AE FN
Cet accessoire autorise l'avancement automatique du film en prise de vue image par image ou en continu avec une vitesse maximum de 2 images par seconde.

#### Le dos magasin FN 100
En utilisation conjointe avec le moteur d'entraînement AE FN, il permet une exposition de 100 images en image par image ou en continu. 

## Sources
- (en) « Fiche officielle du Canon New F-1 », sur Canon Camera Museum (consulté le 29 novembre 2023)